# بيرنا
بيرنا (بالألمانية: Pirna) هي Grosse Kreisstadt، قرية وبلدة ألمانية تقع في ألمانيا في سويسرا السكسونية-جبال الخام الشرقية ‏. يقدر عدد سكانها بـ 39,751 نسمة .

## المدن التوأمة
مدن باينفورت ‏، فاركاوس، ديتشين، Longuyon، رمشايد ورويتلينغن هي مدن توأمة لـبيرنا.

## أعلام
- يوهان كريستيان فيدلر
- هرمان روزا
- فرانسيسكو فريدريك
- فريدريك فيرنر
- باول هارتفيغ
- كارل نويمر